# برنهارد كيلر (أستاذ جامعي)
برنهارد كيلر هو رياضياتي سويسري، ولد في 1962.